# Tromboxan

Tromboxan A_{2}

Tromboxan B_{2}

Tromboxan (egentligen tromboxan A2) är en av eikosanoiderna som frisätts av aktiverade trombocyter vid vävnadsskada (triggat av arakidonsyra)
Tromboxan ingår i familjen lipider som kallas eikosanoider. De två huvudsakliga tromboxanerna är tromboxan A2 och tromboxan B2. Det utmärkande för tromboxaner är en 6-ledad eter-innehållande ring.
Tromboxan är uppkallad efter sin roll i bildning av blodproppar (trombos).  

## Produktion

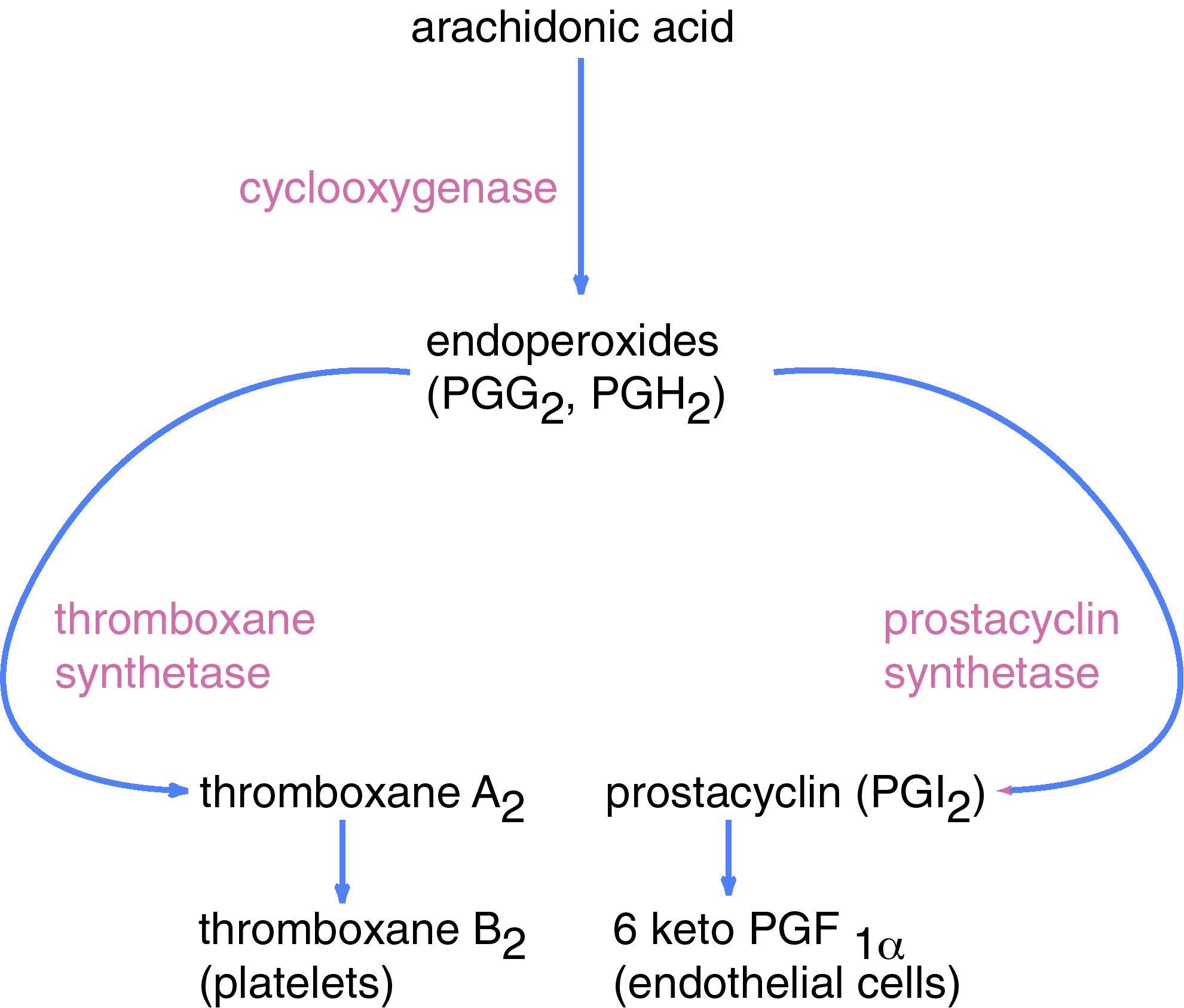
Enzymer och substrat förknippade med tromoboxan- och prostacyklinsyntes.

Eicosanoidsyntes.

Tromboxan-A- syntas, ett enzym som finns i blodplättar, omvandlar arakidonsyraderivatet prostaglandin H2 till tromboxan.
Personer med astma tenderar att ha ökad tromboxanproduktion, och analoger av tromboxan fungerar som bronkokonstriktorer hos patienter med astma.

## Mekanism
Tromboxan verkar genom att binda till någon av tromboxanreceptorerna, G-proteinkopplade receptorer kopplade till G-proteinet Gq.

## Funktioner
Tromboxan är en vasokonstriktor och ett potent hypertensivt medel, och det underlättar trombocytaggregation.
Det är i homeostatisk balans i cirkulationssystemet med prostacyklin, en besläktad förening. Mekanismen för utsöndring av tromboxaner från blodplättar är fortfarande oklar. De verkar i bildandet av blodproppar och minskar blodflödet till platsen för en propp.
Om locket på ett känsligt plack eroderar eller brister, som vid hjärtinfarkt, fastnar blodplättarna på den skadade slemhinnan i kärlet och till varandra inom några sekunder och bildar en propp. Dessa "klibbiga blodplättar" utsöndrar flera kemikalier, inklusive tromboxan A2 som stimulerar vasokonstriktion, vilket minskar blodflödet på platsen.

## A2:s roll i trombocytaggregation
Tromboxan A2 (TXA2), som produceras av aktiverade blodplättar, har protrombotiska egenskaper, stimulerar aktivering av nya blodplättar samt ökar trombocytaggregationen.
Trombocytaggregation uppnås genom att förmedla uttryck av glykoproteinkomplexet GP IIb/IIIa i cellmembranet hos blodplättar. Cirkulerande fibrinogen binder dessa receptorer på intilliggande blodplättar, vilket stärker koageln ytterligare.

## Patologi
Man tror att vasokonstriktionen orsakad av tromboxaner spelar en roll vid Prinzmetalangina. Omega-3-fettsyror metaboliseras för att producera högre nivåer av TxA3, som är relativt mindre potent än TxA2och PGI3. Därför sker en balansförskjutning mot hämning av vasokonstriktion och trombocytaggregation. Man tror att denna förändring i balans sänker förekomsten av hjärtinfarkt och stroke. Vasokonstriktion och, kanske, olika proinflammatoriska effekter som utövas av TxA på vävnadsmikrovaskulatur, är troligen anledningen till att TxA är patogen vid olika sjukdomar, som ischemi-reperfusionsskada, leverinflammatoriska processer, akut levertoxicitet etc. TxB2, en stabil nedbrytningsprodukt av TxA2, spelar en roll i akut levertoxicitet inducerad av paracetamol.

## Tromboxanhämmare
Tromboxanhämmare klassificeras brett som antingen de som hämmar syntesen av tromboxan eller de som hämmar måleffekten av det.
Tromboxansyntesinhibitorer kan i sin tur klassificeras efter vilket steg i syntesen de hämmar:
- Det allmänt använda läkemedlet aspirin verkar genom att hämma förmågan hos COX-enzymet att syntetisera prekursorerna till tromboxan i blodplättar. Lågdos, långvarig användning av aspirin blockerar irreversibelt bildningen av tromboxan A2 i trombocyter, vilket ger en hämmande effekt på trombocytaggregationen. Denna antikoagulerande egenskap gör aspirin användbart för att minska förekomsten av hjärtinfarkter.[9] 40 mg acetylsalicylsyra per dag kan hämma en stor andel av maximal tromboxan A2-frisättning som provoceras akut, med prostaglandin I2-syntesen som påverkas lite. Dock krävs högre doser av aspirin för att uppnå ytterligare hämning.[10]
- Tromboxansyntasinhibitorer hämmar det slutliga enzymet (tromboxansyntas) i syntesen av tromboxan. Ifetroban är en potent och selektiv tromboxanreceptorantagonist.[11] Dipyridamol antagoniserar även denna receptor, men har också olika andra mekanismer för trombocythämmande aktivitet.
- Höga doser av naproxen kan inducera nästan fullständigt undertryckande av trombocyttromboxan under hela doseringsintervallet och tycks inte öka risken för hjärt-kärlsjukdom (CVD), medan andra höga doser NSAID-regimer (icke-steroida antiinflammatoriska) endast har övergående effekter på trombocyter COX-1 och har visat sig vara associerade "med en liten men klar vaskulär fara".[12]

Hämmarna av måleffekterna av tromboxan är tromboxanreceptorantagonisten, som terutroban.
Picotamid har aktivitet både som en tromboxansyntasinhibitor och som en tromboxanreceptorantagonist.
Ridogrel är ett annat exempel.